# Sissy bar

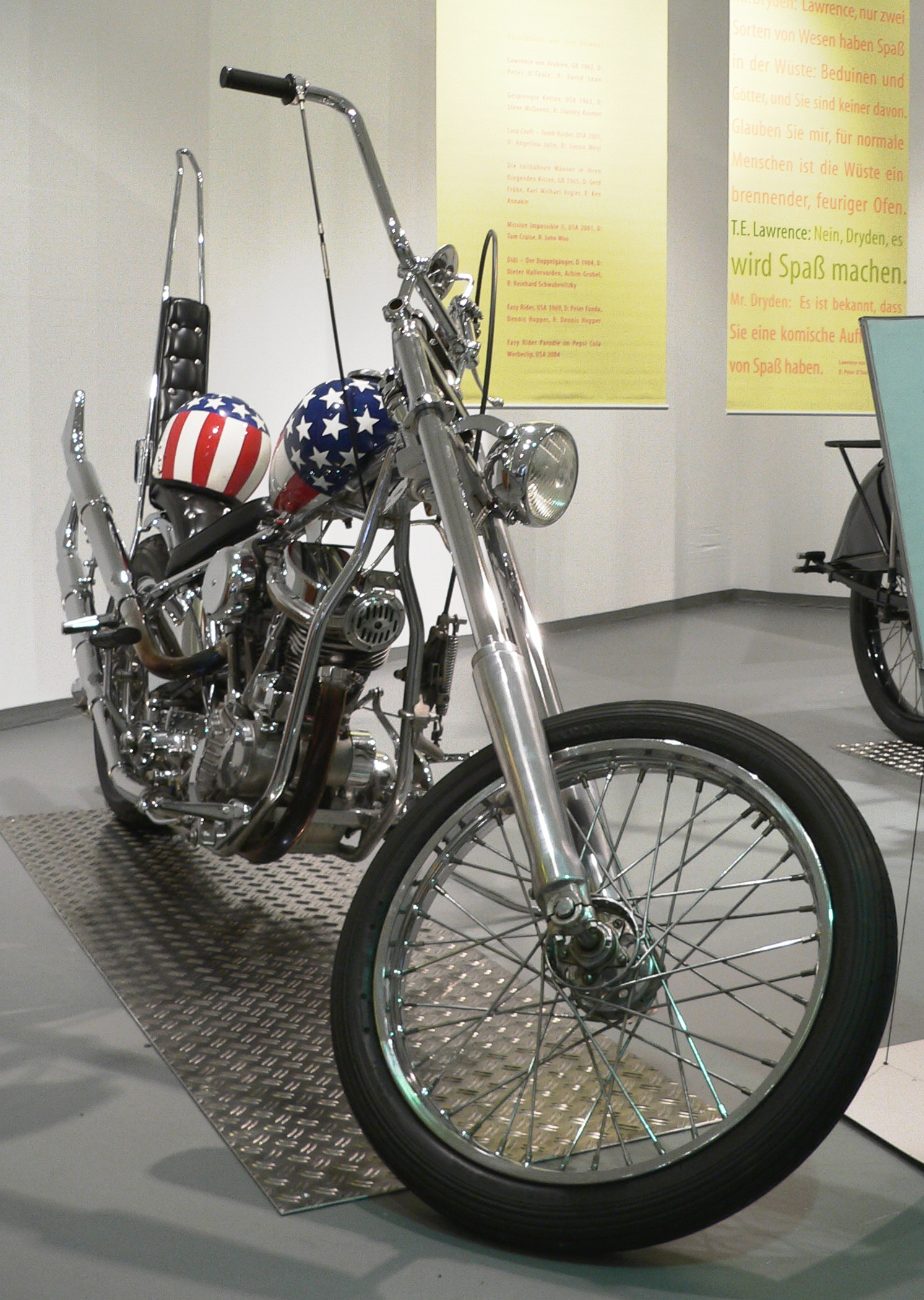
Motocykl z sissy barem

Sissy bar – oparcie pasażera lub kierowcy w motocyklu, którego konstrukcja umożliwia jego montaż. Instalowany jest głównie na motocyklach typu chopper i cruiser. Składa się ze stelaża zmontowanego ze stalowych rurek i oparcia obszytego skórą. Stelaże zazwyczaj są chromowane.